# Крив'ятичі
Крив'ятичі (Кривятиче, пол. Krywiatycze) — село в Польщі, у гміні Орля Більського повіту Підляського воєводства. Населення — 165 осіб (2011).

## Історія
Вперше згадується 1532 року як Кривоволя. У 1577 році входило до складу Орлянської маєтності й обіймало 8 волок землі.
У 1975—1998 роках село належало до Білостоцького воєводства.

## Демографія
Демографічна структура станом на 31 березня 2011 року:
|          | Загалом | Допрацездатний вік | Працездатний вік | Постпрацездатний вік |
| -------- | ------- | ------------------ | ---------------- | -------------------- |
| Чоловіки | 80      | 12                 | 39               | 29                   |
| Жінки    | 85      | 9                  | 31               | 45                   |
| Разом    | 165     | 21                 | 70               | 74                   |

## Особистості

### Народилися
- Іван Киризюк, український поет і публіцист.